# Dlouhý Újezd
Dlouhý Újezd là một làng thuộc huyện Tachov, vùng Plzeňský, Cộng hòa Séc.